# Lisa Kresse

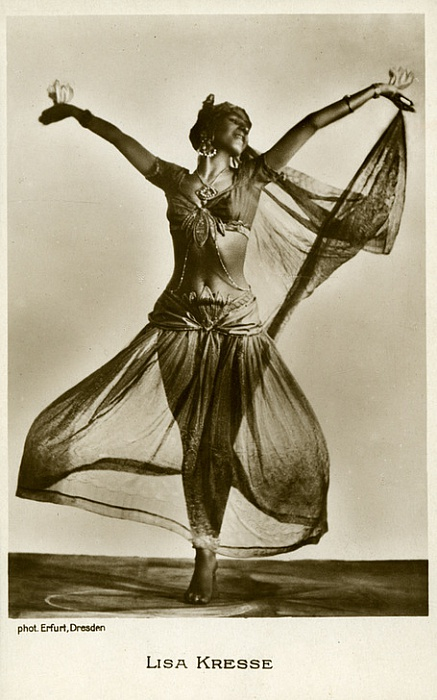
Lisa Kresse auf einer Fotografie von Hugo Erfurth

Elisabeth „Lisa“ Margarethe Kresse (* 16. März 1895 in München; † 27. Januar 1966 ebenda) war eine deutsche Ausdruckstänzerin und Schauspielerin.

## Leben und Wirken
Die Tochter des Malers und Grafikers Oswald Kresse und seiner Frau Marie Amalie Henriette, geb. Loos, erhielt im Jugendalter eine Schauspielausbildung bei Ernst von Possart sowie Franz Jacobi und nahm Unterricht bei der Ausdruckstänzerin Sent M’Ahesa. Anschließend verbrachte sie je eine Spielzeit am Kurtheater Bad Wildungen und am Stadttheater in Bernburg an der Saale. 1916 trat sie gemeinsam mit Valeska Gert in ihrer Heimatstadt München auf. Nachdem Lisa Kresse 1917 die weibliche Hauptrolle in Lion Feuchtwangers Bühnenstück Der König und die Tänzerin bekleidet hatte, erhielt sie einen Vertrag an den Münchner Kammerspielen. Feuchtwanger zählte zu ihren Bewunderern und schrieb für eine 1918 erschienene Werbebroschüre den Beitrag Wenn die Kresse tanzt.
An den Kammerspielen blieb Lisa Kresse zwei Jahre lang und absolvierte nebenher Gastspiele in verschiedenen deutschen Städten wie Halberstadt, Magdeburg und Düsseldorf. Ihr Spezialgebiet waren orientalisch gefärbte Charaktertänze mit expressionistischen Stilelementen. Häufig fungierte Fritz Wolf-Ferrari als ihr Tanzpartner. 1919 gastierte sie im Rahmen einer Tournee in der Tschechoslowakei, Österreich, der Schweiz, den Niederlanden und Schweden. Der Neue Tag schrieb über einen Auftritt in Wien:

„Körper gewordener Rhythmus in exotischen Märchenkleidern; komprimiertes, gesteigertes Leben in streng-weiche Formen eines braunen Frauenkörpers gebannt; Geschehen, Tragik, Sehnsucht, Humor, Leidenschaft in Wellenlinien wunderbar geformter Glieder, wie in Verse gegossen; […] Tanz in Gesichtsmuskeln, Handbewegung, Schreiten; Tanz als rhythmisches Gleiten: Das ist Lisa Kresse. […] Ihr knabenhaft-junger Körper, in dem jede Fiber Training ist, ist von innerer trotziger Kraft gespannt, wie von einer biegsamen, stählernen Spiralfeder, mahnt sekundenlang an die Gefährlichkeit gezähmt geglaubter Angorakatzen.“

Mehrmals stand sie Modell für Fotoaufnahmen von Eduard Wasow, Karl Schenker und Hugo Erfurth.
Um 1920 trat Kresse in einigen Münchner Filmproduktionen auf, darunter in Spielfilmen von Toni Attenberger und Philipp Lothar Mayring. Im österreichischen Fantasyfilm Narr und Tod spielte sie ihrem exotischen Fach entsprechend eine wiedererweckte ägyptische Pharaonentochter.
Auf dem Höhepunkt ihrer Karriere tourte Lisa Kresse durch Spanien, Italien und Frankreich, wo sie als Bühnenpartnerin von Maurice Chevalier auftrat. In den Folgejahren ist zum Teil eine Vernachlässigung der künstlerischen Aspekte ihrer Choreografien zugunsten einer stärkeren Kommerzialisierung bemerkbar; so erschien sie 1926 etwa als Attraktion im Circus Krone. 1928 bereitete ein Unfall mit einer daraus resultierenden Gesichtsverletzung ihrer Laufbahn ein frühzeitiges Ende. Sie gründete eine Ballettschule und war einige Jahre später vereinzelt auch wieder auf der Bühne zu sehen, konnte jedoch nicht mehr an ihre früheren Erfolge anknüpfen und verarmte zusehends. 1938 beantragte Lisa Kresse bei der NS-Stiftung „Künstlerdank“ finanzielle Unterstützung. Bis nach dem Zweiten Weltkrieg hielt sie sich noch mit diversen Gelegenheitsarbeiten über Wasser, bis sie schließlich krankheitsbedingt nicht mehr dazu in der Lage war. Zwischenzeitlich lebte die ehemalige Startänzerin in einer baufälligen Holzhütte in Gröbenzell. Zuletzt im Münchner Mathildenstift wohnhaft, starb Lisa Kresse 1966 im Städtischen Krankenhaus München-Schwabing.
Lisa Kresse heiratete 1919 den Chemiker Paul Bernhard, doch wurde die Verbindung nach kurzer Zeit geschieden. Von 1944 bis zu dessen Tod 1948 war sie mit dem Musiker Franz Waginger verheiratet.

## Filmografie

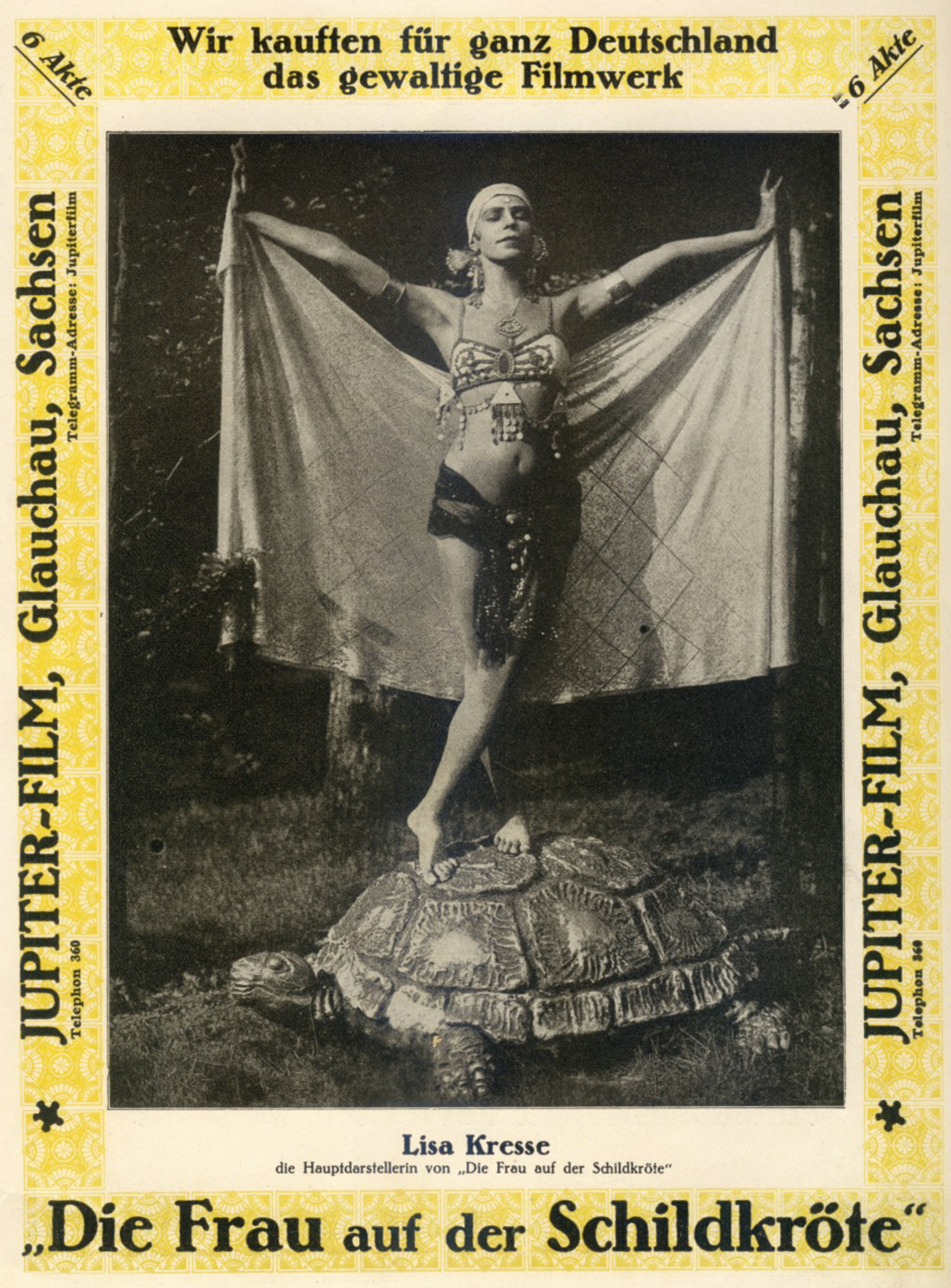
Lisa Kresse in Die Frau auf der Schildkröte

- 1920: Die Frau auf der Schildkröte
- 1920: Der Mann an der Kette
- 1920: Der Einäugige
- 1920: Vorsicht! Hochspannung! Lebensgefahr!
- 1920: Das Geheimnis des Buddha
- 1920: Narr und Tod
- 1921: Seine holde Schwiegermutter
- 1921: Die Flammenfahrt des Pacific-Express
- 1921: Fremdenlegionär Kirsch, 1. Teil – Wie ich in die Legion kam